# Табюто, Марсель
Марсель Табюто (фр. Marcel Tabuteau, 2 июля 1887, Компьень, департамент Уаза, Франция — 4 января 1966) — франко-американский гобоист.

## Жизнь
Сын часовщика, в детстве учился играть на скрипке и уже в 11-летнем возрасте поступил в городской оркестр — однако там не хватало исполнителей на духовых инструментах, и Табюто переучился на гобой. В 1904 г. окончил Парижскую консерваторию в классе Жоржа Жилле. В следующем году по приглашению Вальтера Дамроша Табюто уехал в США, чтобы играть на английском рожке в Нью-Йоркском симфоническом оркестре; он работал также в оркестре Метрополитен Опера. Однако прежде всего репутация Табюто связана с его местом первого гобоя Филадельфийского оркестра с 1915 по 1954 гг. Одновременно он преподавал в Кёртисовском институте музыки с его основания в 1924 г. и до 1953 г., так что среди его учеников были многие виднейшие гобоисты США: Джон де Лэнси, Джон Мак, Гарольд Гомберг, Алфред Дженовезе и др.